# معرض تورينو للسيارات
معرض تورينو للسيارات (بالإيطالية: Salone dell'Automobile di Torino)‏ كان معرضًا للسيارات يقام سنويًا في مدينة تورينو الإيطالية . أقيم أول عرض رسمي في الفترة ما بين 21 و24 أبريل 1900، في قلعة فالنتينو ، وأصبح عرضًا دائمًا في تورينو بداية من عام 1938 بعد أن تقاسمته مع ميلانو وروما حتى ذلك الوقت. إنطلاقا من عام 1972، صار المعرض يقام مرتين في السنة. وفي عام 1984، انتقل إلى مصنع لينجوتو المغلق التابع لشركة فيات . 
في عام 2000، أعلن عن نقل العرض إلى أبريل، بدءًا من عام 2002. ومع ذلك، أقيم الحدث آخر مرة في تورينو في يونيو 2000، وألغي اعتبارًا من عام 2002، وأخذ مكانه معرض بولونيا للسيارات كمعرض دولي للسيارات في إيطاليا.  ما بين 2015 و 2019، أقامت تورينو مرة أخرى معرضًا للسيارات، وإن كان كمهرجان في الهواء الطلق لإبقاء تكاليف العارضين منخفضة، وتوفير الوصول المجاني للجمهور.  أقيم في منطقة باركو ديل فالنتينو .

## أهم المركبات الجديدة

### عقد 1900
- 1902 - أدامي رونديني
- 1904 - موتوروتا جارافاجليا
- 1906 - أكويلا إيتاليانا كابا
- 1907 - سبا 28/40 حصان
- 1908 - لانسيا ألفا 12 حصان

### عقد 1910

#### 1913
- فيات زيرو

#### 1919
- إيسوتا فراشيني تيبو 8
- فيات 501 (النسخة المدنية)

### عقد 1920

#### 1923
- أو إم 665 "سوبيربا"
- فيات 519
- ايطالا 56
- شيريبيري مونزا

#### 1925
- لانسيا لامدا
- ايطالا 61
- الفا روميو 6 سي
- فيات 509

### عقد 1940

#### 1947
- نموذج أولي لسيارة سباق الجائزة الكبرى من تصميم بورشه [5]

#### 1948
- فيراري 166 ملم
- لانسيا أرديا
- مازيراتي A6 كابريوليه
- فيات 500 جياردينيتا بلفيدير

#### 1949
- بورش - سيارات السباق سيسيتاليا

### عقد 1950

#### 1950
- لانسيا أوريليا
- الفا روميو 1900
- فيات 1400

#### 1951
- بانهارد دينا X86 بيرلينيتا

#### 1952

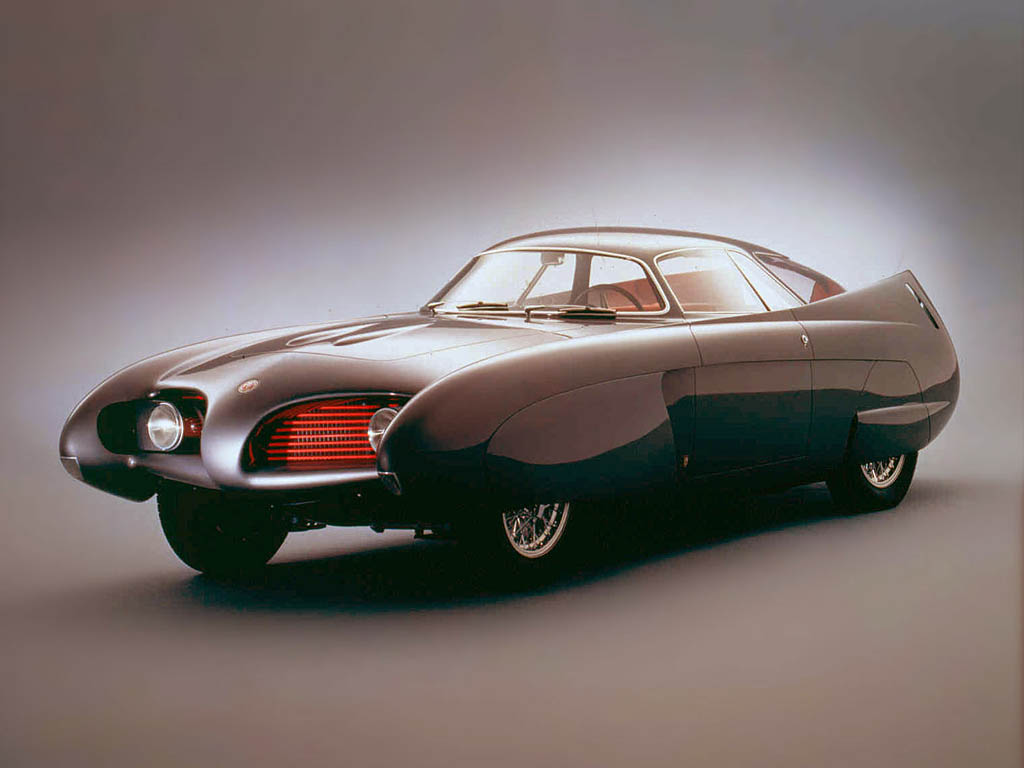
ألفا روميو بات 5 (1953)

- أبارث 1500 بيبوستو كوبيه
- سياتا 208 سي إس

#### 1953
- مفهوم سيارة ألفا روميو بات 5
- لانسيا أبيا

#### 1954
افتتح النسخة السادسة والثلاثين لعام 1954، الرئيس الإيطالي لويجي إينودي في 21 أبريل  واستمرت لغاية 2 مايو. بلغ عدد العارضين 450 عارضًا من 11 دولة، بما في ذلك 66 شركة مصنعة للسيارات و22 coachbuilders. 

##### سيارات الإنتاج
- الفا روميو 1900 سوبر
- الفا روميو جوليتا سبرينت
- فيات 1100 فاميلياري ( عقارات )
- فيات 1400 أ
- فيات 1900 أ
- سلسلة لانسيا أوريليا II [8]

##### السيارات المفاهيمية والنماذج الأولية
- الفا روميو بات 7 من بيرتوني [9]
- فيات توربينا [9]
- هيكل من الألياف الزجاجية فيات 8V [10]
- ما لا يقل عن 30 طرازًا من المركبات من شركات مصنعة مختلفة صممها ميشيلوتي[بحاجة لمصدر]

#### 1955
- أبارث 207A سبايدر
- أبارث 750 زاغاتو
- مفهوم ألفا روميو بات 9
- الفا روميو جوليتا
- لانسيا فلوريدا آي

#### 1956
افتتح الرئيس الإيطالي جيوفاني جرونشي ، برفقة فرقة من كوراتزيري ، المعرض الثامن والثلاثين للصالون الدولي للسيارات في 21 أبريل 1956  استمر لغاية 2 مايو.  بلغ عدد العارضين 450 عارضًا من 13 دولة، بما في ذلك 64 شركة مصنعة للسيارات، و35 شركة مصنعة للشاحنات والحافلات، و18 coachbuilders. 

##### سيارات الإنتاج
- ألفا روميو جوليتا سبرينت فيلوس
- فيات 1400 ب
- فيات 1900 ب
- فيات 600 تاكسي
- لانسيا فلامينيا بيرلينا [13] [14]

##### السيارات المفاهيمية والنماذج الأولية
- الفا روميو 2000 سبورتيفا
- الفا روميو سوبر فلو من بينين فارينا [15] [16]
- لانسيا أبيا كاميلو

#### 1957

##### سيارات الإنتاج
- الفا روميو 2000 بيرلينا
- الفا روميو جوليتا سبرينت سبيشال من بيرتوني [17]
- الفا روميو ميل (شاحنة) [17]
- فيات 1200 جرانلوس [17]
- أبارث 750 زاغاتو سبايدر
- لانسيا أبيا المكشوفة

##### السيارات المفاهيمية والنماذج الأولية
- لانسيا فلوريدا الثاني بواسطة بينين فارينا
- فيراري 4.9 سوبر فاست من تصميم بينين فارينا [18] (النموذج الثاني في سلسلة سوبر فاست التي أنتجت سيارة فيراري 500 سوبر فاست عام 1964)

#### 1958

##### سيارات الإنتاج
- أبارث 750 جي تي بيالبيرو
- لانسيا أبيا جي تي إي
- لانسيا أبيا لوسو
- تصميم نموذج Triumph Italia الأولي بواسطة ميشيلوتي. تم بناؤه بواسطة Vignale وعرضه على حامل Vignale.

#### 1959
افتتح المعرض الحادي والأربعين لعام 1959 رئيس الجمهورية الإيطالية جيوفاني جرونشي في 31 أكتوبر وأغلق في 11 نوفمبر.  شارك في المعرض 490 عارضًا من 12 دولة، بما في ذلك 65 شركة مصنعة للسيارات. 

##### سيارات الإنتاج
- أبارث 700 إس
- فيات أبارث 2200 كوبيه وسبايدر أليمانو (مشتقة من فيات 2100 )
- كرايسلر فاليانت (العرض الأول في أوروبا)
- لانسيا أبيا جياردينيتا فيوتي (عربة المحطة)
- مازيراتي 5000 جي تي "شاه بلاد فارس" [21]
- عرض سيارة Triumph Italia Vignale تم عرض سيارتين. واحدة على منصة Triumph وواحدة على منصة Vignale (تختلف سيارة العرض الإيطالية قليلاً عن السيارة المنتجة)

##### السيارات المفاهيمية والنماذج الأولية
- بي ام دبليو 3200 ميشيلوتي فيجنال
- غيا سيليني [22]

### عقد 1960

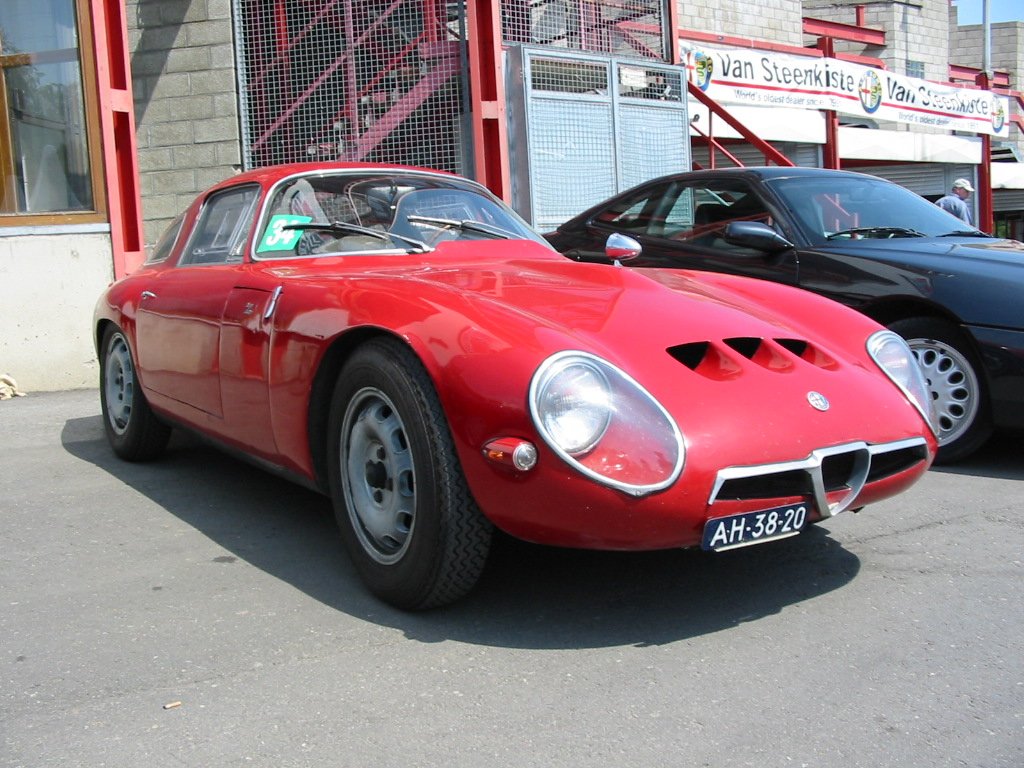
ألفا روميو جوليا TZ 1 (1962)

#### 1960
أقيمت الدورة الثانية والأربعون لصالون تورينو في الفترة من 3 إلى 13 نوفمبر 1960.
- مفهوم بينينفارينا X
- لانسيا فلافيا
- تريومف إيطاليا (نسخة الإنتاج)

#### 1961
- Triumph Italia معروضة على منصة Triumph (نسخة الإنتاج)

#### 1962
- ألفا روميو جوليا TZ 1 (توبولاري زاغاتو)
- ايزو ريفولتا IR 300

#### 1963
افتتح المعرض الخامس والأربعين لعام 1963 الرئيس الإيطالي أنطونيو سيجني في 30 أكتوبر وأغلق في 10 نوفمبر.  بلغ عدد العارضين 524 عارضًا من 13 دولة، بما في ذلك 72 شركة مصنعة للسيارات و21 coachbuilders. 

##### سيارات الإنتاج
- Autobianchi Stellina (مرحلة ما قبل الإنتاج)
- ايزو جريفو
- لانسيا سوبرجولي
- مازيراتي كواتروبورتي
- سيمكا-أبارث 1150 [25]

##### السيارات المفاهيمية والنماذج الأولية
- غيا - فيات G230S Due Posti [26] (كوبيه تعتمد على فيات 2300)
- دايهاتسو سبورت فيجنال (استنادًا إلى دايهاتسو كومبانيو )
- دي توماسو فاليلونجا
- فيات 2300 إس لوزان ( بينينفارينا )
- لامبورغيني 350 جي تي في
- لانسيا فلامينيا كوبيه الخاصة (بينينفارينا)
- OSI 1200 S Spider (استنادًا إلى Fiat 1100 D ) [27]

#### 1965
- دينو بيرلينيتا خاص
- فيات موريتي سبورتيفا

#### 1966
- فيات 124 سبايدر
- فيات 500 فيرفيز رينجر
- مفهوم دينو بيرلينيتا GT
- مفهوم لامبورغيني فلاينج ستار II
- النموذج الأولي لمازيراتي جيبلي (AM115).

#### 1967
نظم المعرض التاسع والأربعون في الفترة من 1 إلى 12 نوفمبر 1967. وشهد حضور 580 عارضا من 15 دولة، بما في ذلك 70 شركة مصنعة للسيارات و13 coachbuilders. 
- الفا روميو 33 سترادال
- مفهوم لامبورغيني مارزال
- فيات دينو كوبيه

#### 1968
نظم المعرض الخمسون في الفترة من 30 أكتوبر إلى 10 نوفمبر 1968؛ كان هناك 496 عارضًا من 14 دولة، بما في ذلك 73 شركة مصنعة للسيارات و13 coachbuilders. 

##### سيارات الإنتاج
- لانسيا فولفيا بيرلينا جي تي إي، كوبيه 1.3 S، سبورت 1.3 S، وكوبيه 1.6 HF [30]
- فيات 124 خاص و 125 خاص [31]
- لامبورجيني ميورا إس

##### السيارات المفاهيمية والنماذج الأولية
- نموذج أوتوبيانكي كوبيه [32]
- الفا روميو P33 رودستر بينينفارينا [33]
- بانديني سالونسينو
- بيزاريني مانتا (أول عمل لشركة Italdesign ) [33] [34]
- فيراري P6 بيرلينيتا سبيشال بينينفارينا [33]
- فيات 850 سيتي تاكسي [31]
- LMX Sirex (معرض عرض غير رسمي)
- مازيراتي سيمون من غيا [33]
- نموذج مازيراتي إندي من فيجنال [33]

#### 1969
انعقد المعرض الحادي والخمسين في الفترة من 29 أكتوبر إلى 9 نوفمبر 1969؛ بلغ عدد العارضين 550 عارضًا من 14 دولة، بما في ذلك 64 شركة تصنيع سيارات و14 coachbuilders. 

##### سيارات الإنتاج
- أوتوبيانتشي A112
- ألفا روميو سبايدر السلسلة الثانية
- ألفا روميو جونيور Z
- فيات 124 سبورت كوبيه وسبورت سبايدر 1600 (السلسلة الثانية)
- فيات 128 فاميلياري (عربة ستيشن ذات 3 أبواب)
- فيات دينو 2400 كوبيه وسبايدر
- سلسلة لانسيا فولفيا بيرلينا II [36]

##### السيارات المفاهيمية والنماذج الأولية
- ألفا روميو إيجوانا من إيتال ديزاين ( 33 سيارة تعتمد على سترادال )
- Autobianchi A112 Runabout من Bertone (سيارة رودستر بمحرك A112 ) [37]
- كابريرا LEM (سيارة كوبيه من طراز فيات 500 ) [37]
- فيراري 512 S Speciale من بينينفارينا [37]
- فيات 128 كوبيه من بيرتوني [38]
- فيات 128 كوبيه ورودستر من موريتي [38]
- فيات 128 مراهق من بينينفارينا (سيارة الشاطئ) [38]
- فيسور مونغو (سيارة كوبيه من طراز فيات 500، تصميم ألدو سيسانو ) [37]
- Ikenga GT (صممه David Gittens ، وتولى تصميمه تشارلز ويليامز من شركة Williams &amp; Pritchard )
- لانسيا ماريكا من Ghia (GT ومقرها فلامينيا ) [37]
- فولفو جي تي زد من زاغاتو [37]

### السبعينيات

#### 1970
انعقد معرض Salone dell'Automobile الثاني والخمسين في الفترة من 28 أكتوبر إلى 8 نوفمبر 1970؛ كان العارضون 540 من 15 دولة، بما في ذلك 71 شركة تصنيع سيارات و14 شركة بناء هياكل سيارات. 

##### سيارات الإنتاج
- الفا روميو جوليا 1300 سوبر
- دي توماسو دوفيل
- فيات 124 مألوف، 124 S و124 Special T
- فيات 125 الخاصة
- لامبورجيني اوراكو
- سلسلة لانسيا فولفيا بيرلينا II
- مازيراتي جيبلي ومازيراتي إندي السلسلة الثانية
- أوبل أسكونا A [40]

##### السيارات المفاهيمية والنماذج الأولية
- Bertone Shake ( عربة الكثبان الرملية على هيكل Simca 1200 S )
- كاديلاك نارت (نموذج أولي بمحرك وسطي مع نظام الدفع إلدورادو ، من زاغاتو )
- سيارة مدينة دي توماسو (بواسطة Vignale )
- يوروستايل بورش 914
- هوندينا يونغستار (سيارة شاطئية تعتمد على هوندا N360 من زاغاتو )
- لانسيا ستراتوس زيرو (بواسطة بيرتوني)
- موريتي دراغستر (2+2 كوبيه تستعرض سيارة فيات 128 موريتي)
- OTAS A112 KL (كوبيه مبنية على A112 صممها ألدو سيسانو ، وصنعتها شركة فيسور )
- بورش 914/6 تابيرو (بواسطة Italdesign ) [41]
- فولكس واجن 1600 SS (كوبيه من فرانسيس لومباردي على هيكل فولكس فاجن 1500 ) [42] [43]

#### 1971
انعقد معرض Salone dell'Automobile الثالث والخمسين في الفترة من 3 إلى 14 نوفمبر 1971؛ بلغ عدد العارضين 540 من 11 دولة، بما في ذلك 64 شركة تصنيع سيارات و15 شركة بناء هياكل سيارات. 

##### سيارات الإنتاج
- الفا روميو 2000 بيرلينا مع ناقل حركة أوتوماتيكي
- الفا روميو الفاسود
- أوتوبيانكي A112 أبارث
- فيات 128 سبورت كوبيه
- لانسيا 2000 كوبيه HF [45]

##### السيارات المفاهيمية والنماذج الأولية
- ألفا روميو كايمانو من شركة إيتال ديزاين
- دي توماسو 1600 سبايدر من غيا
- Dunja 1.6 HF من كوجيولا
- فيراري 3Z سبايدر من زاغاتو (مرة واحدة، 250 كاليفورنيا سبايدر #2491GT) [46]
- نموذج فيراري بيرلينيتا بوكسر من بينينفارينا
- فيات 127 كوبيه من كورياسكو
- فيات 127 فاميلياري من كورياسكو (عربة ستيشن ذات 3 أبواب)
- فيات 127 كوبيه، سيارة صالون وسيارة للطرق الوعرة من موريتي
- سيارة الشاطئ فيات 127 من سافيو
- فورد GT70 من غيا
- فرانسيس لومباردي 127 لوتشيولا (أربعة أبواب 127)
- فرانسيس لومباردي جيبسي (سيارة للطرق الوعرة من طراز فيات 127)
- NSU Ro80 2+2 باب من بينينفارينا
- النموذج الأولي لانسيا ستراتوس HF من بيرتوني

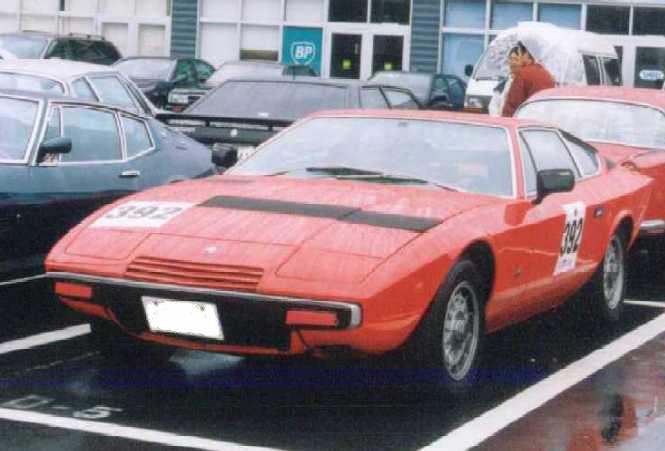
مازيراتي خمسين (1972)

#### 1972
- فيات X1/23 مفهوم كهربائي "سيارة المدينة".
- فيات 126
- ايزو فاريدو
- مفهوم مازيراتي خمسين
- مفهوم مازيراتي بوميرانج من إيتال ديزاين [47]
- مفهوم لوتس إسبريت
- دي توماسو لونجشامب

#### 1974
- إنوسنتي ميني [48]
- هيونداي بوني
- فيات 131
- مفهوم لامبورغيني برافو
- مفهوم مازيراتي ميديشي I
- بورش 930 توربو؟

#### 1975
- مفهوم ألفا روميو إيجل

#### 1976
- الفا روميو الفاسود سبرينت [49]
- مفهوم فيات 126 كافاليتا
- إنوسنتي ميني دي توماسو

#### 1977
- فيات 131
- مازيراتي ميراك 2000 جي تي

#### 1978
- فيات ريتمو
- مفهوم غيا مايكروسبورت
- مفهوم لامبورغيني فاينا
- مفهوم لانسيا ميجاغاما
- مفهوم لانسيا سيبيلو

### الثمانينيات

#### 1980
- مفهوم فيراري بينين
- لانسيا بيتا تريفي
- مفهوم لانسيا ميدوسا

#### 1982
- مفهوم Italdesign Orca
- رالي لانسيا 037
- لانسيا دلتا توربو 4x4
- فيراري 208 جي تي بي تيربو
- مازيراتي بيتوربو إمبا كابريوليه

#### 1984
- الفا روميو 90
- موضوع لانسيا
- مازيراتي بيتوربو سبايدر

#### 1986
- مفهوم Alfa Romeo Vivace (معاينة تصميم سيارة الصالون 164 لعام 1987 وسلسلة 916 GTV وSpider لعام 1993) [50]
- مفهوم سيتروين زابروس
- مفهوم إيتال ديزاين ماشيموتو
- لانسيا دلتا HF 4WD
- لانسيا بريزما (السلسلة الثانية، بما في ذلك طراز الدفع الرباعي)
- لانسيا موضوع 8.32
- لامبورغيني LM002
- مازيراتي 228
- مفهوم فولكس واجن أوربت [51]

#### 1988

##### سيارات الإنتاج
- Fiat Croma Turbo D i.d. ( أول محرك حقن مباشر للديزل ) [52]
- مازيراتي 222 [52]

##### السيارات المفاهيمية والنماذج الأولية
- بيرتون سفر التكوين
- إيتال ديزاين أسكارد
- إيتال ديزاين أسبيد
- إيتال ديزاين ازتيك
- سيارة السباق التجريبية Lancia ECV 2
- بينينفارينا هيت [53]

### 1990-2000

#### 1990
تزامن معرض تورينو للسيارات الثالث والستين مع استضافة إيطاليا لكأس العالم لكرة القدم 1990 ( إيطاليا 90 ) ومن ثم عرض شركة فيات لنماذج محدودة الإصدار تتعلق بهذا الحدث الدولي.

##### سيارات الإنتاج
- Alfa Romeo 75 upgrades - 1.8i Turbo Quadrifoglio Verde & 3.0l V6
- Fiat Panda Italia 90
- Fiat Tempra station wagon
- Fiat Tipo Italia 90
- Fiat Uno Italia 90
- Ford Fiesta XR2i Turbo
- Honda NS-X
- Hyunday S-coupe
- Lancia Thema with electronic suspension control
- Maserati 4.24v.
- Mazda 323
- Mazda RX-7
- Mercedes Benz 190 1.8l
- Nissan 300ZX
- Subaru Legacy
- Suzuki Swift GTi
- Toyota Corolla RV wagon
- Toyota Land Cruiser LJ-70
- Volvo 480 ES convertible

#### 1992
سيارات الإنتاج
- مازيراتي جيبلي (AM336)

##### السيارات المفاهيمية والنماذج الأولية
- Bertone Blitz concept
- Fiat Cinquecento 4x4 Pick-up by Pininfarina
- Fiat Cinquecento Birba by Maggiora
- Fiat Cinquecento by Boneschi
- Fiat Cinquecento Cita by Stola
- Fiat Cinquecento Fionda by Coggiola[54]
- Fiat Cinquecento ID by Italdesign
- Fiat Cinquecento Rush by Bertone[55]
- Fiat Panda Destriero by Stola
- Ford Ghia Focus concept[56]
- I.DE.A Grigua
- Italdesign Biga
- Italdesign Columbus[57]
- Lancia Magia by IAD
- Pininfarina Ethos (powered by an orbital engine)

#### 1994

##### سيارات الإنتاج
- الفا روميو 145
- مازيراتي كواتروبورتي (الجيل الرابع) [58]
- نيسان ميكرا كابريوليه

##### السيارات المفاهيمية والنماذج الأولية
- Fiat Firepoint (ItalDesign)[59]
- Fiat Lampo by I.DE.A
- Fiat Punto 4x4 TL by Giannini
- Fiat Punto Doblone by Boneschi
- Fiat Punto Monomille by Zagato
- Fiat Punto Racer by Bertone
- Fiat Punto Surf by Coggiola
- Fiat Spunto by Pininfarina
- Fiat Scia by Maggiora
- Fioravanti Sensiva
- Mercedes-Benz SLK I  Concept
- Pininfarina Ethos 3

#### 1996
- فيات بارشيتا كوبيه من ماجيورا

#### 1998
أقيم معرض تورينو السابع والستون للسيارات في الفترة من 24 أبريل إلى 3 مايو.

##### سيارات الإنتاج
- فيات مالتيبلا

##### السيارات المفاهيمية والنماذج الأولية
- الفا روميو داردو من بينينفارينا
- كوفيني C36
- حوارات لانسيا
- ستولا أبارث مونوتيبو

#### 2000
كان معرض تورينو للسيارات الثامن والستين الذي أقيم في يونيو 2000 النسخة الأخيرة، حيث تم إلغاء الحدث في عام 2002 ولم يُعقد مرة أخرى أبدًا. كان التغيير في التاريخ لتجنب الاصطدام مع معرض جنيف للسيارات .  تم تحديد موعد العرض لأول مرة في يونيو في مارس 1998.

##### سيارات الإنتاج
- الفا روميو 147 [61]

##### السيارات المفاهيمية والنماذج الأولية
- فيراري روسا من بينينفارينا
- مفهوم فورد ستريتكا [62]

### 2015-2019

#### 2015
منذ عام 2015، عاد معرض تورينو للسيارات، ولكن لم يعد يعتمد على تنسيق معرض ثابت كبير ومكلف. بدلاً من ذلك، أصبح مهرجانًا عامًا مجانيًا، يقام في باركو ديل فالنتينو التاريخي، وتضمن مظاهرات على طول الطريق المستخدم في العديد من  الجائزة الكبرى لرياضة السيارات بين عامي 1935 و1954 

##### سيارات الإنتاج
- الفا روميو 4 سي
- الفا روميو 4 سي سبايدر
- الفا روميو جوليتا
- الفا روميو ميتو
- أودي R8
- بي ام دبليو ام 3
- فيراري 488 جي تي بي
- فيراري كاليفورنيا تي
- فيات 500 خمر '57
- لامبورغيني أفينتادور SV
- لامبورغيني هوراكان
- مازيراتي كواتروبورتي
- مازيراتي جيبلي
- مرسيدس بنز مرسيدس AMG GT
- ثورة باجاني زوندا
- بورش 911 جي تي 3
- بورش كايمان GT4

##### السيارات المفاهيمية والنماذج الأولية
- فيراري FXX-K (13)
- إيتال ديزاين جيوجيارو جيا
- بينينفارينا سيرجيو
- بينينفارينا كامبيانو
- أمبرتو باليرمو ديزاين مولي Costruzione artigianale modello 001
- أمبرتو باليرمو ديزاين لوكريزيا
- أمبرتو باليرمو ديزاين فيتوريا

#### 2016

##### سيارات الإنتاج
- أبارث 595
- الفا روميو جوليا
- فيراري جي تي سي 4 لوسو
- فيات 500 س
- باجاني هوايرا قبل الميلاد

##### السيارات المفاهيمية والنماذج الأولية
- مازانتي إيفانترا ميليكافالي
- مول فالنتينو
- فرانجيفينتو اسفاني
- الموديل 5 جينيسي
- مول لوس

#### 2017

##### سيارات الإنتاج
- أبارث 695 XSR
- أبارث 124 سبايدر
- جبال الألب A110
- فيات 500 إل كروس
- فيات فولباك كروس
- فيات 500 60
- جيب كومباس
- جيب رانجلر
- الفا روميو جوليا
- الفا روميو ستيلفيو
- مازيراتي ليفانتي
- مازيراتي جيبلي
- فيراري 488 سبايدر أخضر خاص (25)
- فيراري جي تي سي 4 لوسو تي
- بي ام دبليو الفئة الرابعة كابريو
- سيارة BMW الفئة الرابعة غران كوبيه ICONIC 4 EDITION
- بي ام دبليو ام 4 سي اس

##### السيارات المفاهيمية والنماذج الأولية
- فيتيبالدي EF7 فيجن جران توريزمو من بينينفارينا .
- لانسيا ZERO37 4WD Hybrid Politecnico di Torino [65]
- إيتال ديزاين زيرونو [66]

#### 2018

##### سيارات الإنتاج
- أستون مارتن دي بي 11
- بي ام دبليو i8 رودستر
- فيراري بورتوفينو
- فيراري 488 بيستا
- فيراري جي تي سي 4 لوسو

##### السيارات المفاهيمية والنماذج الأولية
أمبرتو باليرمو ألفا روميو 4C مولي كوستروزيوني أرتيجيانالي 001

#### 2019

##### سيارات الإنتاج
- أبارث 595 إيسي
- أبارث 124 سبايدر رالي 2019
- الفا روميو ستيلفيو تي
- فيراري SF90 سترادال
- جيب رينيجيد هايبرد بلج إن
- بيجو 508 اس دبليو هايبرد

##### السيارات المفاهيمية والنماذج الأولية
- الفا روميو تونالي
- ألفا روميو جوليا كوادريفوليو أوكرا
- فيات سنتروفنتي
- نيسان ليف نيسمو آر سي
- Mole Costruzione Artigianale Almas

#### 2020
وكان من المقرر تقديم المركبات التالية في المعرض في عام 2020:
- الفا روميو جوليا (ترقية)
- الفا روميو جوليا جي تي ايه
- الفا روميو جوليا جي تي ايه ام
- الفا روميو ستيلفيو (ترقية)
- فيراري روما

تم إلغاؤه ونقله إلى ميلانو .